# Itsuko Hasegawa
Pour les articles homonymes, voir Hasegawa.
Itsuko Hasegawa (長谷川 逸子, Hasegawa Itsuko), née le 1er décembre 1941, est une architecte japonaise.

## Biographie
Hasegawa est née à Shizuoka, elle a suivi des études d'architecture à l'université Kanto Gakuin (1964), formée par Kiyonori Kikutake jusqu'en 1969, puis elle étudia et travailla à l'université de technologie de Tokyo. En 1979, elle créa son propre cabinet d'architecture, Itsuko Hasegawa Atelier, dont plusieurs réalisations ont été récompensées au Japon et à l'étranger.
Hasegawa est Honorary Fellow de l'Institut royal britannique d'architecture. Parmi les récompenses reçues, on peut citer l'Avon Arts Award, le Building Contractor's Society Prize pour le centre culturel de Shonandai et le prix du design de l'institut d'architecture du Japon.

## Jardin et musée du fruit de Yamanashi
Commandé par un groupe d'agriculteurs, le Musée du fruit a été construit en 1995 à Yamanashi au Japon, dans un but culturel. Il doit exposer à la fois des fruits et leur culture, à l'intérieur et à l'extérieur du bâtiment. Il fait 6 200 m2, parc compris. Il est composé de trois dômes de verre, placés au pied d'une vallée pour rappeler le cheminement des graines qui auraient roulé jusque-là, portées par le vent, comme une sorte de hasard. Chacune de ces graines est à un stade de croissance différent, donc avec plus ou moins de volume. Les trois dômes sont donc construits sur la même base (verre et structure nervurée en acier) mais ont chacun une forme différente.
Le premier dôme, la Place des Fruits, est en forme "d'arbre bas" qui serait en train de pousser.
Le second, la Serre Tropicale, est en forme de graine en pleine croissance.
Le troisième, l'Atelier du Fruit, ayant la forme d'une graine pleine de vitalité.
Autour de ces trois dômes, un parc ayant une vue sur le Mont Fuji, parsemé de parasols, agrémente ainsi le confort de l'utilisateur.
L'architecture est essentiellement en verre, il n'y a ni plafond ni toit. La structure constitue un ensemble, représentant les nervures d'un fruit.

## École Taisei de Shizuoka

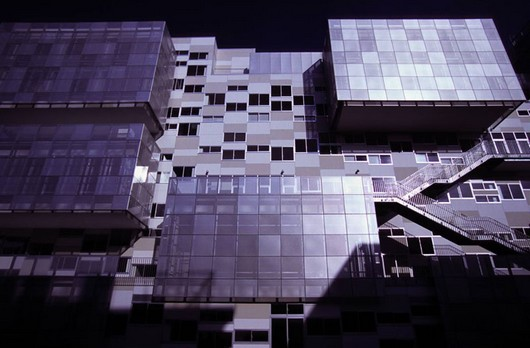
École de Taisei

Ce projet est un élargissement d'une école de filles, à Shizuoka, la ville natale de Itsuko Hasegawa. Elle se situe dans un contexte urbain où il n'y a aucune verdure.
Son aspect est très contrasté, dû à ses façades en relief, ses creux, et ses fenêtres positionnées aléatoirement, prodiguant ainsi une autre vision de ce bâtiment massif.
Son intérieur, spacieux et lumineux, joue aussi sur la connotation d'un hôtel.
Toujours dans l'optique d'une meilleure condition de vie pour l'utilisateur, Itsuko a pensé à un coin de verdure. N'ayant plus de place autour de l'école, elle emprunte donc la hauteur pour agrandir et ainsi, créer un espace vert sur le toit de l'établissement.

## Autres réalisations
- Cardiff Bay Opera House ;
- Jardin botanique d'Himi ;

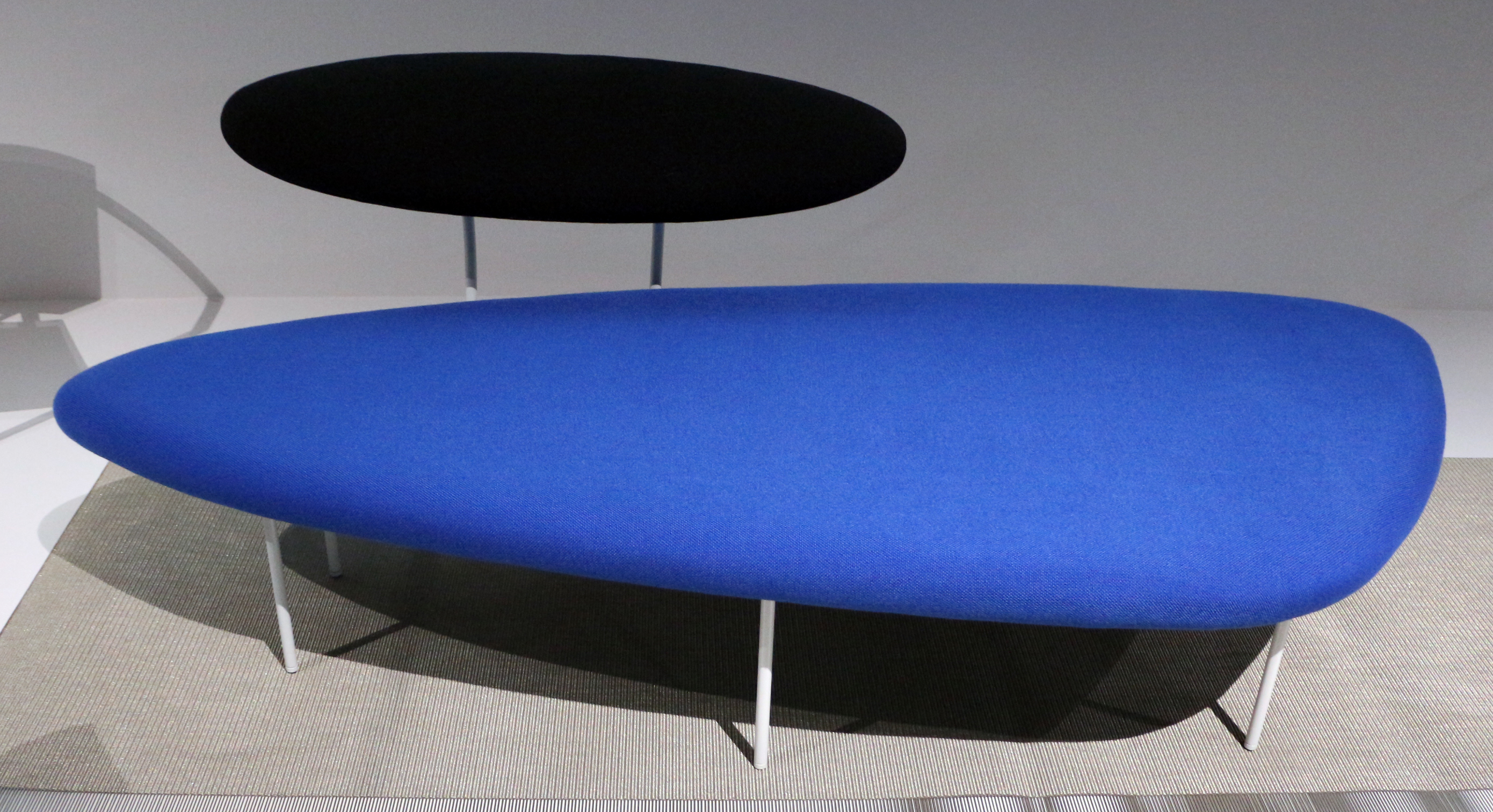
Sofa par Itsuko Hasegawa, Musée national d'art moderne, Paris

- Centre artistique de la ville de Niigata ;
- Centre culturel Shonandai ;
- Sumida Culture Factory, 1997 ;
- Logements Namekawa, 1998 ;
- Kukuroi Workshop Centre, 1997 ;
- Nagoya World Design Expo Pavillion, 1989.

## Ouvrages
- Itsuko Hasegawa, Anne Schéou et Institut français d'architecture, Recent Buildings and Projects, éditions Birkhauser, 1997,  (ISBN 0817656057)
- Itsuko Hasegawa, Island Hopping: Corssover Architecture, éditions NAI Publisher, 2000,  (ISBN 9056621866)